# Mikaelsgården, Valbo
Mikaelsgården är Valbo församlings församlingsgård. Eftersom Valbo kyrka ligger så avsides, är Mikaelsgården centrum för de flesta av församlingens aktiviteter förutom gudstjänster (exempelvis körer, barn- och ungdomsverksamhet, diakoni, med mera).